# Sax (Alicante)
Sax is een gemeente in de Spaanse provincie Alicante in de regio Valencia met een oppervlakte van 63 km². Sax telt 9.700 inwoners (1 januari 2016).

## Het kasteel van Sax

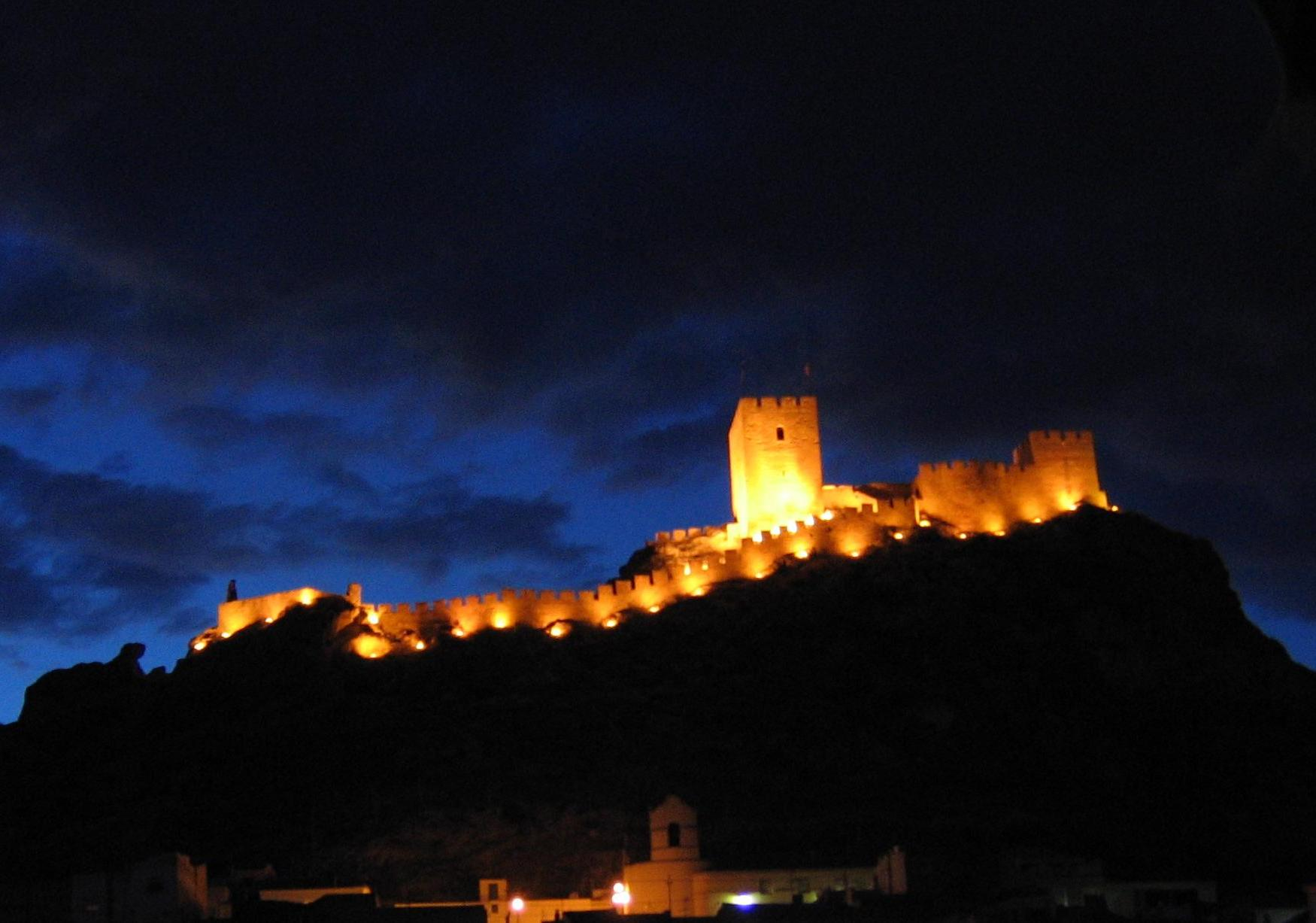
Nachtzicht van het Kasteel van Sax.

Het kasteel bevindt zich op 524 meter boven de zeespiegel op een steile klif met uitzicht op de gemeente Sax en domineert zo een groot gedeelte van de vallei van Vinalopó tussen Elda en Villena.
De oudste resten die gevonden werden op de site dateren van de tijd van de Iberiërs. Voorts konden ook aanknopingspunten gevonden worden uit de tijd van de Romeinen. Met de bouw van het huidige kasteel werd begonnen door de Moren, meer bepaald de Al-Andalus of nog preciezer het Kalifaat van de Almohaden. Samen met de kastelen van Petrer, Castalla, Biar en Villena bevindt het gebouw zich in de vallei van de "Rio Vinalopó", gelegen in de provincie Alicante. Ze zijn de stille getuige van oude gevechten gestreden in deze regio. Het ontstaan van deze monumenten bevindt zich in de tijd van Rodrigo Díaz de Vivar, beter bekend onder onder zijn bijnaam El Cid Campeador (Heer Kampioen) of kortweg El Cid. en in de grensgevechten tussen de Moren en Christenen tijdens de Reconquista of de herovering van Spanje door de laatstgenoemden.
Tijdens het jaar 1239 werd het kasteel veroverd door de Orde van Calatrava en kwam zo in handen van de Kroon van Aragón. Na het Verdrag van Almizra van 26 maart 1244, het vredesverdrag tussen de Kroon van Aragón en de Kroon van Castilië, werd het kasteel geschonken aan de Kroon van Castilië. Zo kwam het in handen van Ferdinand III van Castilië en werd het kasteel door zijn opvolger Alfons X van Castilië ingedeeld in de Señorío de Villena. Tijdens het jaar 1480 kwam het kasteel in handen van De Katholieke Koningen.
Tijdens de Spaanse Successieoorlog (1701-1713 verdedigden de troepen van Filips V van Spanje het kasteel, maar toen ze aangevallen werden door de troepen van Keizer Karel VI, verlieten ze het kasteel. Tijdens het jaar 1764 benoemde Karel III van Spanje de Hertogen van Arcos als bezitter van het kasteel. In 1782 werd het kasteel overgedragen aan de Hertogen van Maqueda in de persoon van Vicente Joaquín Osorio de Moscoso y Guzmán.
Het kasteel kwam in 1980 in handen van de gemeente Sax.

## Demografische ontwikkeling
Bron: INE; 1857-2011: volkstellingen
Agost · Agres · Aigües · Albatera · Alcalalí · Alcocer de Planes · Alcoleja · Alcoy · Alfafara · Algorfa · Algueña · Alicante · Almoradí · Almudaina · Altea · Aspe · Balones · Banyeres de Mariola · Benasau · Beneixama · Benejúzar · Benferri · Beniarbeig · Beniardá · Beniarrés · Benidoleig · Benidorm · Benifallim · Benifato · Benigembla · Benijófar · Benilloba · Benillup · Benimantell · Benimarfull · Benimassot · Benimeli · Benissa · Benitachell · Biar · Bigastro · Bolulla · Busot · Callosa d'en Sarrià · Callosa de Segura · Calp · Campo de Mirra  · Cañada· Castalla · Castell de Castells · Catral · Cocentaina · Confrides · Cox · Crevillent · Daya Nueva · Daya Vieja · Dénia · Dolores · El Campello · El Castell de Guadalest · El Ràfol d'Almúnia · El Verger · Elche · Elda · Els Poblets · Facheca · Famorca · Finestrat · Formentera del Segura · Gaianes · Gata de Gorgos · Gorga · Granja de Rocamora · Guardamar del Segura · Hondón de las Nieves · Hondón de los Frailes · Ibi · Jacarilla · Jávea · Jijona · L'Alfàs del Pi · L'Alqueria d'Asnar · L'Atzúbia · La Nucia · La Romana · La Vall d'Alcalà · La Vall d'Ebo · La Vall de Laguar · Llíber · Lorcha · Los Montesinos · Millena · Monforte del Cid · Monóvar · Murla · Muro de Alcoy · Mutxamel · Novelda · Ondara · Onil · Orba · Orihuela · Orxeta · Parcent · Pedreguer · Pego · Penàguila · Petrer · Pilar de la Horadada · Pinoso · Planes · Polop · Quatretondeta · Rafal · Redován · Relleu · Rojales · Sagra · Salinas · San Fulgencio · San Isidro · San Miguel de Salinas · San Vicente del Raspeig · Sanet y Negrals · Sant Joan d'Alacant · Santa Pola · Sax · Sella · Senija · Tàrbena · Teulada · Tibi · Tollos · Tormos · Torremanzanas · Torrevieja · Vall de Gallinera · Villajoyosa · Villena · Xaló